# Caoimhín Kelleher
Caoimhín Odhrán Kelleher (Cork, 23 novembre 1998) è un calciatore irlandese, portiere del Brentford e della nazionale irlandese.

## Caratteristiche tecniche
Portiere che, pur essendo rapido e reattivo, riesce a eseguire dei buoni interventi difensivi anche muovendosi a velocità più contenuta. Usa bene la respinta, capace di parare anche le palle calciate con potenza, oltre che i tiri dalla lunga distanza, ma possiede pure una buona presa. Per merito delle sue buone capacità di posizionamento sa coprire bene la porta, tramite le uscite riesce a controllare bene la tempistica con cui reagire all'attacco avversario. Kelleher è anche un buon para-rigori.

## Carriera

### Club

#### Liverpool
Cresciuto nel settore giovanile del Liverpool, esordisce in prima squadra il 25 settembre 2019 disputando da titolare l'incontro di Coppa di Lega inglese vinto per 2-0 contro l'MK Dons.
Il 1º dicembre 2020 esordisce in UEFA Champions League nel successo per 1-0 contro l'Ajax, in sostituzione dell'infortunato Alisson, risultando decisivo per la vittoria dei Reds. Cinque giorni dopo esordisce in Premier League, nel successo per 4-0 contro il Wolverhampton, tenendo nuovamente la porta inviolata in Premier League e diventando, all'età di 22 anni e 13 giorni, il terzo portiere più giovane a chiudere una partita con il Liverpool con la porta imbattuta, dopo Scott Carson e Chris Kirkland, e il più giovane a farlo alla sua prima presenza da titolare con i rossi. Alla fine della stagione rinnova il suo contratto con il club.. Il 21 settembre 2021 debutta in stagione nella partita contro il Norwich City, in Coppa di Lega inglese, e tiene la porta inviolata nel successo per 3-0; il 27 febbraio 2022 viene schierato come titolare in finale a Wembley e con i compagni vince ai tiri di rigore contro il Chelsea, trasformando, tra l'altro, in gol il proprio tiro dal dischetto, l'ultimo realizzato dai Blues prima del decisivo errore di Kepa che fissa il risultato sull'11-10.
Nella stagione 2023-2024 trova maggior impegno vista la qualificazione della squadra in Europa League, che lo vedrà titolare in otto delle dieci gare disputate dalla squadra, mentre in campionato scende in campo titolare in dieci occasioni complice l'infortunio di Alisson. Titolare anche in Coppa di Lega, vince il trofeo per la seconda volta scendendo in campo nella finale del 25 febbraio 2024 vinta per 1-0 nuovamente contro il Chelsea. Conclude la sua stagione con 23 presenze totali.

#### Brentford
Il 3 giugno 2025 viene acquistato dal Brentford.

### Nazionale
Ha giocato nelle nazionali giovanili irlandesi Under-17, Under-19 ed Under-21.
Il 6 novembre 2018 riceve la sua prima convocazione in nazionale maggiore dal C.T. Martin O'Neill.
Diviene un convocato fisso dell'Irlanda a partire dal settembre 2020 sotto la gestione di Stephen Kenny, con cui debutta l'8 giugno 2021 giocando il secondo tempo dell'amichevole pareggiata 0-0 contro l'Ungheria. Il 12 ottobre dello stesso anno vince la sua prima partita con l'Irlanda nel successo per 4-0 contro il Qatar.

## Statistiche

### Presenze e reti nei club
Statistiche aggiornate al 6 aprile 2025.
| Stagione        | Squadra         | Campionato      | Campionato | Campionato | Coppe nazionali | Coppe nazionali | Coppe nazionali | Coppe continentali | Coppe continentali | Coppe continentali | Altre coppe | Altre coppe | Altre coppe | Totale | Totale | Totale |
| Stagione        | Squadra         | Comp            | Pres       | Reti       | Comp            | Pres            | Reti            | Comp               | Pres               | Reti               | Comp        | Pres        | Reti        | Pres   | Reti   |        |
| --------------- | --------------- | --------------- | ---------- | ---------- | --------------- | --------------- | --------------- | ------------------ | ------------------ | ------------------ | ----------- | ----------- | ----------- | ------ | ------ | ------ |
| 2019-2020       | Liverpool       | PL              | 0          | 0          | FACup+CdL       | 1+3             | 0 + -10         | UCL                | 0                  | 0                  | SU          | 0           | 0           | 4      | -10    |        |
| 2020-2021       | Liverpool       | PL              | 2          | -1         | FACup+CdL       | 1+0             | -1              | UCL                | 2                  | -1                 | -           | -           | -           | 5      | -3     |        |
| 2021-2022       | Liverpool       | PL              | 2          | -2         | FACup+CdL       | 2+4             | -2 + -3         | UCL                | 0                  | 0                  | -           | -           | -           | 8      | -7     |        |
| 2022-2023       | Liverpool       | PL              | 1          | -4         | FACup+CdL       | 1+2             | 0 + -3          | UCL                | 0                  | 0                  | CS          | 0           | 0           | 4      | -7     |        |
| 2023-2024       | Liverpool       | PL              | 10         | -11        | FACup+CdL       | 2+6             | -4 + -5         | UEL                | 8                  | -12                | -           | -           | -           | 23     | -29    |        |
| 2024-2025       | Liverpool       | PL              | 10         | -12        | FACup+CdL       | 2+4             | -1 + -4         | UCL                | 4                  | -3                 | -           | -           | -           | 20     | -20    |        |
| Totale carriera | Totale carriera | Totale carriera | 25         | -30        |                 | 28              | -33             |                    | 14                 | -16                |             | 0           | 0           | 67     | -79    |        |

### Cronologia presenze e reti in nazionale
| Cronologia completa delle presenze e delle reti in nazionale ― Irlanda | Cronologia completa delle presenze e delle reti in nazionale ― Irlanda | Cronologia completa delle presenze e delle reti in nazionale ― Irlanda | Cronologia completa delle presenze e delle reti in nazionale ― Irlanda | Cronologia completa delle presenze e delle reti in nazionale ― Irlanda | Cronologia completa delle presenze e delle reti in nazionale ― Irlanda | Cronologia completa delle presenze e delle reti in nazionale ― Irlanda | Cronologia completa delle presenze e delle reti in nazionale ― Irlanda |
| Data                                                                   | Città                                                                  | In casa                                                                | Risultato                                                              | Ospiti                                                                 | Competizione                                                           | Reti                                                                   | Note                                                                   |
| ---------------------------------------------------------------------- | ---------------------------------------------------------------------- | ---------------------------------------------------------------------- | ---------------------------------------------------------------------- | ---------------------------------------------------------------------- | ---------------------------------------------------------------------- | ---------------------------------------------------------------------- | ---------------------------------------------------------------------- |
| 8-6-2021                                                               | Budapest                                                               | Ungheria                                                               | 0 – 0                                                                  | Irlanda                                                                | Amichevole                                                             | -                                                                      | 46’                                                                    |
| 12-10-2021                                                             | Dublino                                                                | Irlanda                                                                | 4 – 0                                                                  | Qatar                                                                  | Amichevole                                                             | -                                                                      |                                                                        |
| 26-3-2022                                                              | Dublino                                                                | Irlanda                                                                | 2 – 2                                                                  | Belgio                                                                 | Amichevole                                                             | -2                                                                     |                                                                        |
| 29-3-2022                                                              | Dublino                                                                | Irlanda                                                                | 1 – 0                                                                  | Lituania                                                               | Amichevole                                                             | -                                                                      |                                                                        |
| 4-6-2022                                                               | Erevan                                                                 | Armenia                                                                | 1 – 0                                                                  | Irlanda                                                                | UEFA Nations League 2022-2023 - 1º turno                               | -1                                                                     |                                                                        |
| 8-6-2022                                                               | Dublino                                                                | Irlanda                                                                | 0 – 1                                                                  | Ucraina                                                                | UEFA Nations League 2022-2023 - 1º turno                               | -1                                                                     |                                                                        |
| 11-6-2022                                                              | Dublino                                                                | Irlanda                                                                | 3 – 0                                                                  | Scozia                                                                 | UEFA Nations League 2022-2023 - 1º turno                               | -                                                                      |                                                                        |
| 14-6-2022                                                              | Łódź                                                                   | Ucraina                                                                | 1 – 1                                                                  | Irlanda                                                                | UEFA Nations League 2022-2023 - 1º turno                               | -1                                                                     |                                                                        |
| 20-11-2022                                                             | Ta' Qali                                                               | Malta                                                                  | 0 – 1                                                                  | Irlanda                                                                | Amichevole                                                             | -                                                                      |                                                                        |
| 22-3-2023                                                              | Dublino                                                                | Irlanda                                                                | 3 – 2                                                                  | Lettonia                                                               | Amichevole                                                             | -2                                                                     |                                                                        |
| 21-11-2023                                                             | Dublino                                                                | Irlanda                                                                | 1 – 1                                                                  | Nuova Zelanda                                                          | Amichevole                                                             | -                                                                      | 46’                                                                    |
| 23-3-2024                                                              | Dublino                                                                | Irlanda                                                                | 0 – 0                                                                  | Belgio                                                                 | Amichevole                                                             | -                                                                      |                                                                        |
| 4-6-2024                                                               | Dublino                                                                | Irlanda                                                                | 2 – 1                                                                  | Ungheria                                                               | Amichevole                                                             | -1                                                                     |                                                                        |
| 11-6-2024                                                              | Aveiro                                                                 | Portogallo                                                             | 3 – 0                                                                  | Irlanda                                                                | Amichevole                                                             | -3                                                                     |                                                                        |
| 7-9-2024                                                               | Dublino                                                                | Irlanda                                                                | 0 – 2                                                                  | Inghilterra                                                            | UEFA Nations League 2024-2025 - 1º turno                               | -2                                                                     |                                                                        |
| 10-9-2024                                                              | Dublino                                                                | Irlanda                                                                | 0 – 2                                                                  | Grecia                                                                 | UEFA Nations League 2024-2025 - 1º turno                               | -2                                                                     |                                                                        |
| 10-10-2024                                                             | Helsinki                                                               | Finlandia                                                              | 1 – 2                                                                  | Irlanda                                                                | UEFA Nations League 2024-2025 - 1º turno                               | -1                                                                     |                                                                        |
| 13-10-2024                                                             | Atene                                                                  | Grecia                                                                 | 2 – 0                                                                  | Irlanda                                                                | UEFA Nations League 2024-2025 - 1º turno                               | -2                                                                     |                                                                        |
| 14-11-2024                                                             | Dublino                                                                | Irlanda                                                                | 1 – 0                                                                  | Finlandia                                                              | UEFA Nations League 2024-2025 - 1º turno                               | -                                                                      |                                                                        |
| 17-11-2024                                                             | Londra                                                                 | Inghilterra                                                            | 5 – 0                                                                  | Irlanda                                                                | UEFA Nations League 2024-2025 - 1º turno                               | -5                                                                     |                                                                        |
| 20-3-2025                                                              | Plovdiv                                                                | Bulgaria                                                               | 1 – 2                                                                  | Irlanda                                                                | UEFA Nations League 2024-2025 - Play-off                               | -1                                                                     |                                                                        |
| 23-3-2025                                                              | Dublino                                                                | Irlanda                                                                | 2 – 1                                                                  | Bulgaria                                                               | UEFA Nations League 2024-2025 - Play-off                               | -1                                                                     |                                                                        |
| 6-6-2025                                                               | Dublino                                                                | Irlanda                                                                | 1 – 1                                                                  | Senegal                                                                | Amichevole                                                             | -1                                                                     |                                                                        |
| Totale                                                                 |                                                                        | Presenze                                                               | 23                                                                     |                                                                        | Reti                                                                   | -26                                                                    |                                                                        |

## Palmarès

### Club

#### Competizioni nazionali
- Campionato inglese: 2

Liverpool: 2019-2020, 2024-2025
- Coppa di Lega inglese: 2

Liverpool: 2021-2022, 2023-2024
- Coppa d'Inghilterra: 1

Liverpool: 2021-2022
- Community Shield: 1

Liverpool: 2022

#### Competizioni internazionali
- UEFA Champions League: 1

Liverpool: 2018-2019
- Supercoppa UEFA: 1

Liverpool: 2019
- Coppa del mondo per club: 1

Liverpool: 2019